# ميرتل فلمور
ميرتل فيلمور (بالإنجليزية: Myrtle Fillmore) هي كاتِبة أمريكية، ولدت في 6 أغسطس 1845 في أوهايو في الولايات المتحدة، وتوفيت في 6 أكتوبر 1931 في ميزوري في الولايات المتحدة.

## وصلات خارجية
- مقالات تستعمل روابط فنية بلا صلة مع ويكي بيانات